# Im Herzen der Gewalt
Im Herzen der Gewalt (französischer Originaltitel: Histoire de la violence) ist ein autobiographischer Roman des französischen Schriftstellers Édouard Louis aus dem Jahr 2016 (Verlag Éditions du Seuil). Eine Übersetzung in deutscher Sprache von Hinrich Schmidt-Henkel erschien im August 2017 im S. Fischer Verlag. Das Buch erzählt eine autobiographische Begebenheit und schließt chronologisch und sachlich an Louis’ Debütwerk Das Ende von Eddy an.

## Handlung
Die Handlung ist eine Darstellung einer vom Autor durchlebten Begebenheit, nach dessen Angabe ohne Zusatz fiktionaler Ausschmückungen.
Édouard Louis ist ein homosexueller Pariser Soziologiestudent, der nur noch wenig Kontakt zu seiner Familie auf einem nordfranzösischen Dorf hat, dessen Provinzialität er fluchtartig in Richtung des intellektuellen, weltoffenen Paris verlassen hat. Auch den Weihnachtsabend verbringt er allein in Paris, wobei ihm auf dem Weg nach Hause der ihm bisher völlig unbekannte Reda begegnet, der Édouard vom ersten Augenblick an erregt. Nach kurzem Kennenlernen gehen sie in Édouards Wohnung, um miteinander zu schlafen. Reda erzählt Édouard von seinem Vater, der Anfang der 1960er Jahre allein aus der Kabylei nach Frankreich eingewandert ist und in einem Flüchtlingsheim unterkam. Gemeinsam verbringen sie eine sexuell intensive Nacht.
Nachdem sie sehr früh am nächsten Morgen geduscht haben, bemerkt Édouard, dass sein Mobiltelefon verschwunden ist und sieht, dass es in Redas Mantel steckt. Edouard stellt Reda zur Rede und obwohl der versuchte Diebstahl offensichtlich ist, verwahrt sich Reda heftig gegen den Vorwurf, das Handy genommen zu haben. Er sei kein Dieb, Édouard beleidige ihn und seine Familie. Während der besonnene, aber auch verkopfte Édouard versucht, Reda zu beruhigen, aber weiterhin die Herausgabe des Handys zu erwirken, steigert sich Reda, offenbar zwischen sexuellem Verlangen, Scham und Hass schwankend, in ein monotones Schreien hinein. Plötzlich nimmt er einen Schal und versucht Édouard mit voller Kraft zu erwürgen. Nach einer knappen Minute lässt er wieder ab und es kommt in der Folge in ständigem Wechsel zum Austausch von Zärtlichkeiten und latent gewalttätigen Erregungszuständen Redas. Auf einmal zieht Reda eine Schusswaffe aus seinem Mantel. Édouard glaubt nun seinen Tod vor sich. Reda schießt zwar nicht, vergewaltigt aber den körperlich unterlegenen Édouard. Als Reda sich in ihn ergießt, befördert Édouard ihn mit einem harten Stoß in die Rippen vom Bett. Auf Édouards Aufforderung zu gehen verlässt der verwirrte und verängstigte Reda unter Mitnahme einiges Diebesguts den Schauplatz.
Édouard bleibt traumatisiert zurück, versucht Redas Spuren in der Wohnung zu eliminieren und beginnt allen, mit denen er in Kontakt kommt, sein Erlebnis zu erzählen – im Krankenhaus, seinen Freunden, bei der Polizei, sogar seiner älteren Schwester, für die er zum ersten Mal seit langem sein Dorf besucht.

## Thematik
Im Sinne des Originaltitels Histoire de la violence – deutsch wörtlich: Geschichte der Gewalt – werden im Buch verschiedene Aspekte der Gewalterfahrung behandelt, u. a.:
- Der Schock einer erlittenen Gewalttat, der Umgang damit und die inneren Auswirkungen auf das äußerlich kaum verletzte Leben. Dies tritt noch deutlicher dadurch hervor, dass Édouard Louis aus seiner Jugend bereits alltägliche Erfahrungen als Opfer von körperlicher und seelischer Gewalt hat, deren Erleben in keiner Weise an das nun Geschehene heranreicht.
- Das Phänomen, dass Gewaltopfer offen darliegende Möglichkeiten zu Flucht vor ihrem Peiniger nicht nutzen, was durch einen Einschub („Zwischenspiel“) einer Textpassage aus William Faulkners Die Freistatt besonders herausgehoben wird. Auch dieses Motiv findet sich bereits in Louis’ Debütwerk.
- Vorurteile in der Gesellschaft und das Erleben eigener instinktiver Abscheu gegenüber Maghrebinern, nachdem er selbst von einem solchen stranguliert, vergewaltigt und beraubt wurde.

Die erzählte Begebenheit ist laut Romantext etwa einen Monat nach Fertigstellung seines ersten Buches, Das Ende von Eddy, geschehen.

## Erzähltechnik
Die Handlung wird retrospektiv in nicht chronologisch gereihten Abschnitten durch den Ich-Erzähler erzählt, einen modern-aufgeklärten, Vorurteile und Pauschalisierungen ablehnenden Wahl-Städter. Große Teile der Handlung erlebt der Protagonist jedoch hinter der Tür des Flurs im Haus seiner Schwester Clara, heimlich mithörend, wie diese Édouards Geschichte ihrem Ehemann weitererzählt. Durch diesen erzählerischen Kniff ist es Louis möglich, Teile seiner Geschichte in der Interpretation einer bodenständigen, nicht intellektuellen Frau zu erzählen. Anders als die Dorfbevölkerung in Das Ende von Eddy erscheint Clara jedoch nicht oberflächlich, vorurteilsbeladen, schadenfroh und nach Schuldigen suchend, sondern lebenserfahren, psychologisch reif und vernünftig. In diese Passagen streut der Erzähler wiederum – durch Kursivschrift textlich abgehoben – eigene Kommentare zu Claras Erzählung ein.

## Rezensionen
„Darum geht es Edouard Louis. Er, der nicht zufällig auch ein Buch über Pierre Bourdieu geschrieben hat, interessiert sich für die feinen Gesetze, die jede Begegnung unter Menschen prägen, und für das, was geschieht, wenn sich jemand den tradierten Kommunikations- und Deutungsmustern entzieht.“

„Édouard Louis’ Roman „Im Herzen der Gewalt“ ist nicht nur ein existenzielles, atemberaubendes Ringen um das fragile Verhältnis von Sprache, Wirklichkeit und Erfahrung. Der Roman ist zugleich getrieben von der düsteren Ahnung, dass es aus der Spirale von Angst, Gewalt und Verachtung womöglich kein Entrinnen geben könnte.“

## Bearbeitungen
2018 bearbeitete der WDR das Buch für eine Hörspiel-Version. Sie war im Februar 2023 Teil des achtteiligen True-Crime-Hörspiel-Podcasts „Dunkle Seelen“, der von der Kriminalpsychologin Lydia Benecke präsentiert wurde.